# Amata janenschi
Amata janenschi är en fjärilsart som beskrevs av M.Gaede 1926. Amata janenschi ingår i släktet Amata och familjen björnspinnare. Inga underarter finns listade i Catalogue of Life.